# Cativá
Cativá is een plaats en deelgemeente (corregimiento) in het district en de provincie Colón in Panama. In 2010 was het inwoneraantal 32.750.
Cativá ligt aan zowel de Caraïbische Zee (noorden) als het Gatúnmeer (zuiden). De plaats grenst in het westen aan provinciehoofdstad Colón en in het oosten aan de plaats Sabanitas. De afstand tot Panama-Stad bedraagt zo'n 70 kilometer. De Luchthaven Enrique Adolfo Jiménez in Colón ligt aan de grens met Cativá. De belangrijkste bezienswaardigheid van Cativá is de katholieke Yavhe Nisi-kerk.

## Bevolking
| Cativá tussen 1990 en 2014 |
| -------------------------- |
|                            |